# Dallas Cowboys 1988
La stagione 1988 dei Dallas Cowboys è stata la 29ª della franchigia nella National Football League. Fu l'ultima sotto la direzione del capo-allenatore Tom Landry, l'unico che la squadra avesse mai avuto. A fine anno la squadra fu ceduta da Bum Bright a Jerry Jones. Arrivi degni di nota furono il wide receiver Michael Irvin, il linebacker Ken Norton Jr. e il defensive tackle Chad Hennings. Il 1988 fu anche la prima stagione dal 1976 senza il running back futuro membro della hall of fame Tony Dorsett. Questi era stato relegato al ruolo di riserva di Herschel Walker per la maggior parte del 1987 e fu scambiato coi Denver Broncos a fine anno.

## Calendario

### Stagione regolare
| Data       | Avversario             | Risultato | Pubblico |
| ---------- | ---------------------- | --------- | -------- |
| 4/9/1988   | at Pittsburgh Steelers | S 24–21   | 56,813   |
| 12/9/1988  | at Phoenix Cardinals   | V 17–14   | 67,139   |
| 18/9/1988  | New York Giants        | S 12–10   | 55,325   |
| 25/9/1988  | Atlanta Falcons        | V 26–20   | 39,702   |
| 3/10/1988  | at New Orleans Saints  | S 20–17   | 68,474   |
| 9/10/1988  | Washington Redskins    | S 35–17   | 63,325   |
| 16/10/1988 | at Chicago Bears       | S 17–7    | 64,759   |
| 23/10/1988 | at Philadelphia Eagles | S 24–23   | 66,309   |
| 30/10/1988 | Phoenix Cardinals      | S 16–10   | 42,196   |
| 6/11/1988  | at New York Giants     | S 29–21   | 75,826   |
| 13/11/1988 | Minnesota Vikings      | S 43–3    | 57,830   |
| 20/11/1988 | Cincinnati Bengals     | S 38–24   | 37,865   |
| 24/11/1988 | Houston Oilers         | S 25–17   | 50,845   |
| 4/12/1988  | at Cleveland Browns    | S 24–21   | 77,683   |
| 11/12/1988 | at Washington Redskins | V 24–17   | 51,526   |
| 18/12/1988 | Philadelphia Eagles    | S 23–7    | 46,131   |